# Stadio San Ciro
Lo stadio San Ciro "Luca Alvieri" è uno stadio situato a Portici in via Giovanni Farina, 12, ed ha una capienza di 7.580 persone. Costruito nel 1985, lega il suo nome alle vicende della Società Sportiva Portici 1906, di cui ospita le gare interne.
Il nome dello stadio viene dato dal Santo Patrono della città, mentre nel 2020 è stato aggiunto il nome "Luca Alvieri" in memoria dell'addetto stampa della SSD Portici deceduto in giovane età.

## Caratteristiche

### Settori
Lo stadio dispone di 4 zone: 
- 700 posti tribuna centrale
- 1800 posti  distinti
- 850 posti curva mare
- 650 posti curva Vesuvio

### Capienza
La capienza dello stadio inizialmente era di 10.500 posti in piedi poi con la ristrutturazione del 2005 è scesa a 7.580 posti con le norme di sicurezza.
Intorno agli spalti gira una pista di atletica leggera a 6 corsie. Gli spalti hanno una configurazione a gradoni di cemento e non ci sono i sediolini. Lo stadio si trova nella parte bassa di Portici e fuori da esso troviamo un altro campo più piccolo per la società ProCalcio Portici. Al di sotto del manto in erba dello stadio si trovano 2 palestre per gli atleti e bagni sotto la tribuna centrale. Ci sono infine quattro entrate per le rispettive zone di cui una protetta da cancelli che è quella della tribuna ospiti.

## Usufruttuari
- ASD Atletica Leggera Budokan Portici dal 1985
- ASD Atletica Leggera Portici
- Portici
- Atletico Portici 2009